# Anchomanes boehmii
Anchomanes boehmii är en kallaväxtart som beskrevs av Adolf Engler. Anchomanes boehmii ingår i släktet Anchomanes och familjen kallaväxter. Inga underarter finns listade.